# Thạnh An, Thạnh Hóa
Thạnh An là một xã thuộc huyện Thạnh Hóa, tỉnh Long An, Việt Nam.

## Địa lý
Xã Thạnh An nằm ở phía nam huyện Thạnh Hóa, có vị trí địa lý:
- Phía đông giáp xã Thủy Đông
- Phía tây giáp huyện Tân Thạnh
- Phía nam giáp tỉnh Tiền Giang
- Phía bắc giáp xã Thủy Tây và thị trấn Thạnh Hóa.

Xã có diện tích 64,89 km², dân số năm 2003 là 3.650 người, mật độ dân số đạt 56 người/km².

## Hành chính
Xã Thạnh An được chia thành 4 ấp: 1, 2, 3, 4.

## Lịch sử
Xã Thạnh An được thành lập vào ngày 15 tháng 5 năm 2003 trên cơ sở điều chỉnh 6.489 ha diện tích tự nhiên và 3.650 người của xã Thủy Tây.